# Julius Geertz
Pour les articles homonymes, voir Geertz.

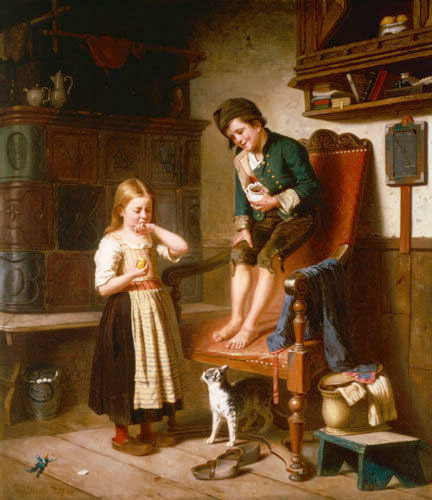
Die saure Zitrone, 1867

Julius Geertz, né le 21 avril 1837 et mort le 21 octobre 1902, est un artiste allemand de l'École de peinture de Düsseldorf.

## Biographie
Julius Geertz est né le 21 avril 1837 à Hambourg.
Il commence dans cette ville ses études artistiques sous les frères Günther et Martin Gensler. Il devient un élève d'Adolf Des Coudres (en) à Karlsruhe. Il s'installe à Düsseldorf en 1860 et est entre dans l'atelier de Rudolf Jordan. En 1864, il se rend à Paris, où il étudie le travail des anciens maîtres.
Geertz est mort en Brunswick.

## Sélection d'œuvres
- Zerniert und Kapituliert
- Zwei heitere Kinderbilder
- Folgendes Schularrestes
- Der Fliegenfänger
- Mourir Dorfschule
- Wacht am Rhein
- Kriegsgefangene
- Das Mädchen mit dem Vogelnest
- Der Bettelpfennig